# Municipio de Baldwin (Dakota del Norte)
El municipio de Baldwin (en inglés: Baldwin Township) es un municipio ubicado en el condado de Barnes en el estado estadounidense de Dakota del Norte. En el año 2010 tenía una población de 33 habitantes y una densidad poblacional de 0,35 personas por km².

## Geografía
El municipio de Baldwin se encuentra ubicado en las coordenadas 47°12′1″N 97°53′31″O / 47.20028, -97.89194. Según la Oficina del Censo de los Estados Unidos, el municipio tiene una superficie total de 93.9 km², de la cual 91,89 km² corresponden a tierra firme y (2,14 %) 2,01 km² es agua.

## Demografía
Según el censo de 2010, había 33 personas residiendo en el municipio de Baldwin. La densidad de población era de 0,35 hab./km². De los 33 habitantes, el municipio de Baldwin estaba compuesto por el 96,97 % blancos y el 3,03 % eran de una mezcla de razas. Del total de la población el 0 % eran hispanos o latinos de cualquier raza.